# Presidente de Guatemala
El presidente de la República de Guatemala es el jefe de Estado y de Gobierno del mencionado país por mandato del pueblo. El actual presidente de la República de Guatemala es César Bernardo Arévalo de León. El tratamiento oficial para el presidente es El Señor Presidente de la República de Guatemala.
El presidente de la República actúa siempre en Consejo de Ministros o de manera individual con cada ministro de Estado. El presidente de la República es el comandante general del Ejército de Guatemala y oficial superior de la Policía Nacional Civil. Representa la unidad nacional y debe velar por los intereses de toda la población de la República, además es el gran maestre de la Orden del Quetzal y de otras condecoraciones del ejecutivo.
El presidente, vicepresidente, los ministros, viceministros, secretarios, funcionarios y empleados públicos respectivos integran el Organismo Ejecutivo y tienen prohibido por la Constitución Política de la República el pertenecer a cualquier partido político. La sede de su Gobierno se encuentra en el Palacio Nacional de la Cultura, Zona 1 de la Nueva Guatemala de la Asunción y su residencia oficial es la Casa Presidencial, en la cual vive con la primera dama o el primer caballero de la nación y su familia.

## Antecedentes
Durante el gobierno virreinal español en Guatemala se creó el cargo de Virrey de Nueva España que era designado a su vez por el rey de España. Luego de la disolución y posterior independencia de Guatemala, el 15 de septiembre de 1821, se creó el cargo de Jefe Político Superior de la Provincia de Guatemala, siendo el primer titular el brigada Gabino Gaínza.
Luego de su breve asociación con el primer imperio Mexicano, se creó el cargo de Jefe Superior del Estado de Guatemala, siendo el primer titular Alejandro Díaz Cabeza de Vaca, y el cargo también se mantuvo durante la anexión de Guatemala en las Provincias Unidas del Centro de América. En 1839, las Provincias se disolvieron y se creó el cargo de jefe de Estado del Estado de Guatemala, y fue hasta el 21 de marzo de 1847, cuando el general Rafael Carrera fundó la República de Guatemala y creó el cargo de «Presidente Constitucional de la República de Guatemala».

## Requisitos para optar al cargo
El artículo 185 de la Constitución, establece los siguientes requisitos para ser presidente:
- Ser guatemalteco de origen y ciudadano en regla;
- Tener al menos 40 años de edad.

Sin embargo, una persona que cumpla con las calificaciones antes mencionadas aún estaría descalificada para ejercer el cargo de presidente si:
- Fue el líder o jefe de un golpe de Estado , revolución armada o movimiento similar, que alteró el orden constitucional y como resultado de sus acciones se convirtió en Jefe de Gobierno;
- Ejercer el cargo de Presidente o Vicepresidente durante una elección, o en cualquier momento dentro del período presidencial en el que se celebren elecciones.
- Sean familiares del presidente o vicepresidente en ejercicio actual antes de la elección siguiente;
- Haber desempeñado el cargo de Ministro dentro del gobierno durante cualquier momento durante los seis meses anteriores a la elección;
- Haber servido como miembro de las Fuerzas Armadas, a menos que esté de licencia o haya estado retirado durante al menos cinco años antes de la elección;
- Son ministros de alguna religión o culto;
- Son magistrados del Tribunal Supremo Electoral.

## Mandato presidencial
El periodo Constitucional es de 4 años no prorrogables.

## Prohibición a la reelección
La persona que haya desempeñado durante cualquier tiempo el cargo de Presidente de la República de Guatemala por elección popular, por dictadura militar, o quien la haya ejercido por más de dos años en sustitución del presidente titular, no podrá volver a desempeñarlo en ningún caso.
La reelección o la prolongación del período presidencial por cualquier medio, son punibles de conformidad con la Ley. El mandato que se pretenda ejercer será nulo.

## Funciones
Las funciones del Presidente de la República de Guatemala, se encuentran establecidas en el artículo 183 de la Constitución Política de la República de Guatemala, son las siguientes:
1. Cumplir y hacer cumplir la Constitución y las leyes.
2. Proveer a la defensa y seguridad de la Nación, así como a la conservación del orden público.
3. Ejercer el mando de las Fuerzas Armadas de Guatemala con todas las funciones y atribuciones respectivas.
4. Ejercer el mando de toda la Fuerza Pública.
5. Sancionar, promulgar, ejecutar y hacer que se ejecuten las leyes.
6. Dictar las disposiciones que sean necesarias en los casos de emergencia grave o de calamidad pública, debiendo dar cuenta al Congreso en sus sesiones inmediatas.
7. Presentar Proyectos de Ley al Congreso de la República.
8. Ejercer el derecho de veto con respecto a las leyes emitidas por el Congreso, salvo los casos en que no sea necesaria la sanción del Ejecutivo de conformidad con la Constitución.
9. Presentar anualmente al Congreso de la República, al iniciarse su período de sesiones, informe escrito sobre la situación general de la República y de los negocios de su administración realizados durante el año anterior.
10. Someter anualmente al Congreso, para su aprobación con no menos de ciento veinte días de anticipación a la fecha en que principiará el ejercicio fiscal, por medio del Ministerio de Finanzas Públicas, el proyecto de presupuesto que contenga en detalle los ingresos y egresos del Estado. Si el Congreso no estuviere reunido deberá celebrar sesiones extraordinarias para conocer del proyecto.
11. Someter a la consideración del Congreso para su aprobación, y antes de su ratificación, los tratados y convenios de carácter internacional y los contratos y concesiones sobre servicios públicos.
12. Convocar al Organismo Legislativo a sesiones extraordinarias cuando los intereses de la República lo demanden.
13. Coordinar a través del Consejo de Ministros la política de desarrollo de la Nación.
14. Presidir el Consejo de Ministros y ejercer la función de superior jerárquico de los funcionarios y empleados del Organismo Ejecutivo.
15. Mantener la integridad territorial y la dignidad de la Nación.
16. Dirigir la política exterior y las relaciones internacionales, celebrar, ratificar y denunciar tratados y convenios de conformidad con la Constitución.
17. Recibir a los representantes diplomáticos, así como expedir y retirar el exequatur a las patentes de los cónsules.
18. Administrar la hacienda pública con arreglo a la Ley.
19. Exonerar de multas y recargos a los contribuyentes que hubieren incurrido en ellas por no cubrir los impuestos dentro de los términos legales por actos u omisiones en el orden administrativo.
20. Nombrar y remover a los ministros de Estado, viceministros, secretarios y subsecretarios de la presidencia, embajadores y demás funcionarios que le corresponda conforme a la Ley.
21. Conceder jubilaciones, pensiones y montepíos de conformidad con la Ley.
22. Conceder condecoraciones a guatemaltecos y extranjeros.
23. Dentro de los quince días siguientes de concluido, informar al Congreso de la República sobre el propósito de cualquier viaje que hubiere realizado fuera del territorio nacional y acerca de los resultados del mismo.
24. Someter cada cuatro meses al Congreso de la República por medio del Ministerio respectivo un informe analítico de la ejecución presupuestaria, para su conocimiento y control.
25. Todas las demás funciones que le asigne esta Constitución o la Ley.

## Prohibiciones para optar al cargo
No pueden optar al cargo de Presidente de la República de Guatemala:
1. El caudillo ni los jefes de un golpe de Estado, revolución armada o movimiento similar, que haya alterado el orden constitucional, ni quienes como consecuencia de tales hechos asuman la Jefatura de Gobierno;
2. La persona que ejerza la Presidencia o Vicepresidencia de la República cuando se haga la elección para dicho cargo, o que la hubiere ejercido durante cualquier tiempo dentro del período presidencial en que se celebren las elecciones;
3. Los parientes dentro de cuarto grado de consanguinidad y segundo de afinidad del Presidente o Vicepresidente de la República, cuando este último se encuentre ejerciendo la Presidencia, y los de las personas a que se refiere el inciso primero de este artículo;
4. El que hubiese sido ministro de Estado, durante cualquier tiempo en los seis meses anteriores a la elección;
5. Los miembros del Ejército, salvo que estén de baja o en situación de retiro por lo menos cinco años antes de la fecha de convocatoria;
6. Los ministros de cualquier religión o culto; y
7. Los magistrados del Tribunal Supremo Electoral.

## Convocatoria a elecciones, toma de posesión y juramentación

### Convocatoria
La convocatoria a elecciones generales y diputados al Parlamento Centroamericano se hace por medio de un decreto emitido por el Tribunal Supremo Electoral,  la segunda o tercera semana del mes de enero del año en el que se celebren dichas elecciones.

### Elección
El presidente de la República, será electo por el pueblo para un período improrrogable de cuatro años, mediante sufragio universal y secreto. Las elecciones se efectuarán un domingo del mes de junio del mismo año, si ninguno de los candidatos obtiene la mayoría absoluta se procederá a segunda elección dentro de un plazo no mayor de sesenta ni menor de cuarenta y cinco días, contados a partir de la primera y en día domingo, entre los candidatos que hayan obtenido las dos más altas mayorías relativas.

### Toma de posesión
La toma de posesión y juramentación del Presidente y del Vicepresidente de la República se realiza cada 14 de enero del siguiente año en sesión solemne del Congreso, que es cuando inicia el período constitucional presidencial y legislativo. 
El Presidente electo para tomar posesión del cargo es juramentado por el Presidente del Congreso de la República, colocando su mano izquierda sobre la Constitución, que a su vez es sostenido, generalmente, por su cónyuge, levantando su mano derecha y declaración su aceptación ante el juramento de rigor que le es hecho por su homólogo del Legislativo. Ese juramento es el siguiente:

Presidente del Congreso: Ciudadano...
Jura usted ante Dios y por su honor de ciudadano de ser fiel, leal y obediente a la Constitución Política de la República de Guatemala, cumplirla y velar porque se cumpla.
 Presidente electo: Sí, lo juro.
Presidente del Congreso Jura usted fortalecer el Estado de Derecho y para el efecto cumplir, respetar y velar por el cumplimiento de la leyes de la Nación.
 Presidente electo: Sí, lo juro.
Presidente del Congreso Jura usted cumplir con honor patriótico el cargo de Presidente de la República para el cual ha sido directa y popularmente electo.
Presidente electo: Sí, lo juro.
Presidente del Congreso: Si así lo hiciere que la patria lo premie , de lo contrario la historia y el pueblo de Guatemala se lo exigirán y se lo demandarán. 
 En nombre del Congreso de la República y del pueblo de Guatemala aquí representado legal, legítima y solemnemente le doy posesión del cargo de la Presidencia de la República de Guatemala para el período constitucional...

Todo lo anterior se rige por lo establecido en la Ley Electoral y de Partidos Políticos.

## Emblemas e insignias presidenciales
Los emblemas del poder ejecutivo son los siguientes:
- Banda Presidencial
- Llave de la Constitución
- Botón Presidencial

Por otro lado como lo define la Constitución Política de Guatemala el presidente es el Comandante y Jefe de las Fuerzas Armadas por lo que estas le dan posesión del cargo. Así como entregan:
- Bastón del Mando Militar
- Botón del Mando Militar

El presidente de la República es el oficial superior de la Policía Nacional Civil, por tanto recibe el Espadín de Plata, que representa el mando supremo de las fuerzas del orden público.

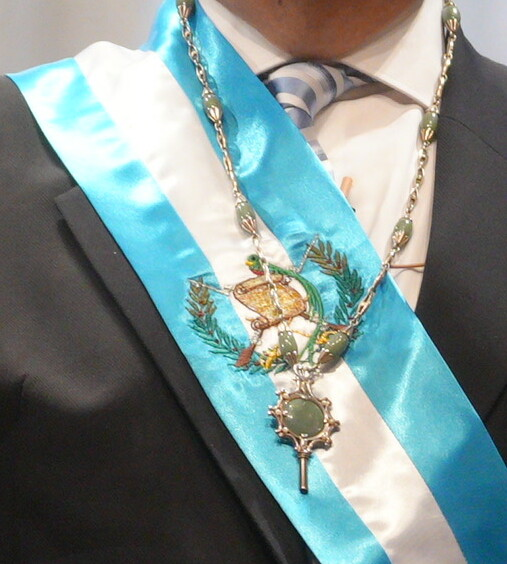
La banda presidencial con el collar que contiene la llave de la Constitución
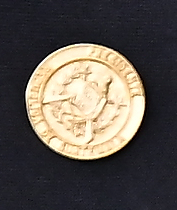
Botón presidencial
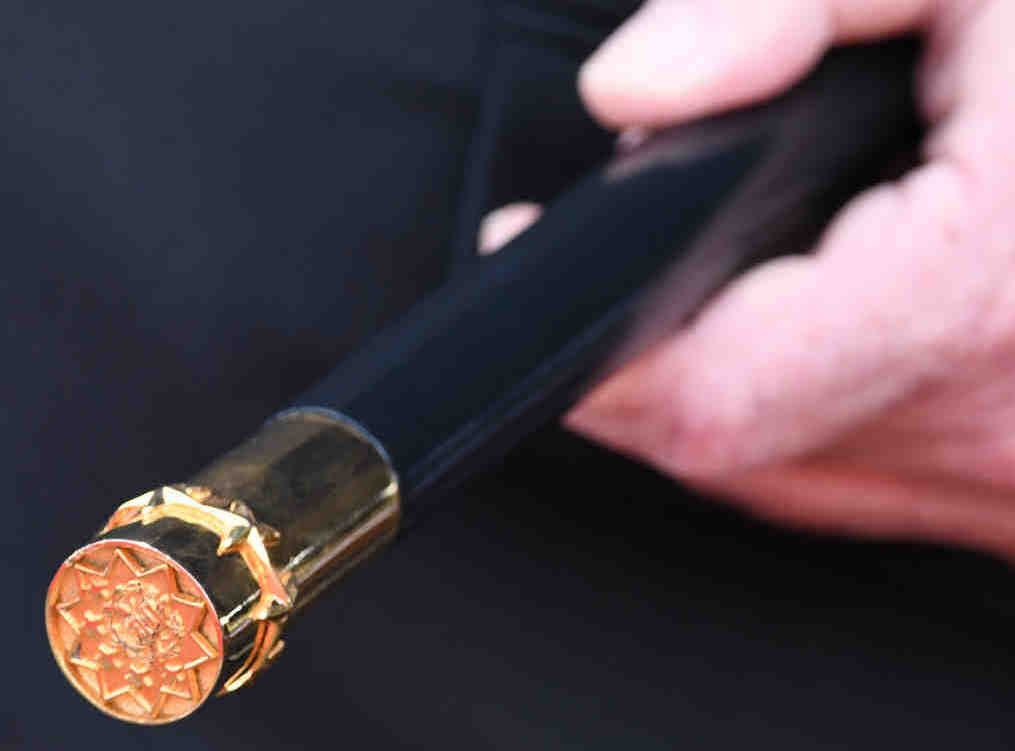
Bastón del Mando Militar
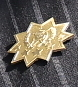
Botón del Mando Militar
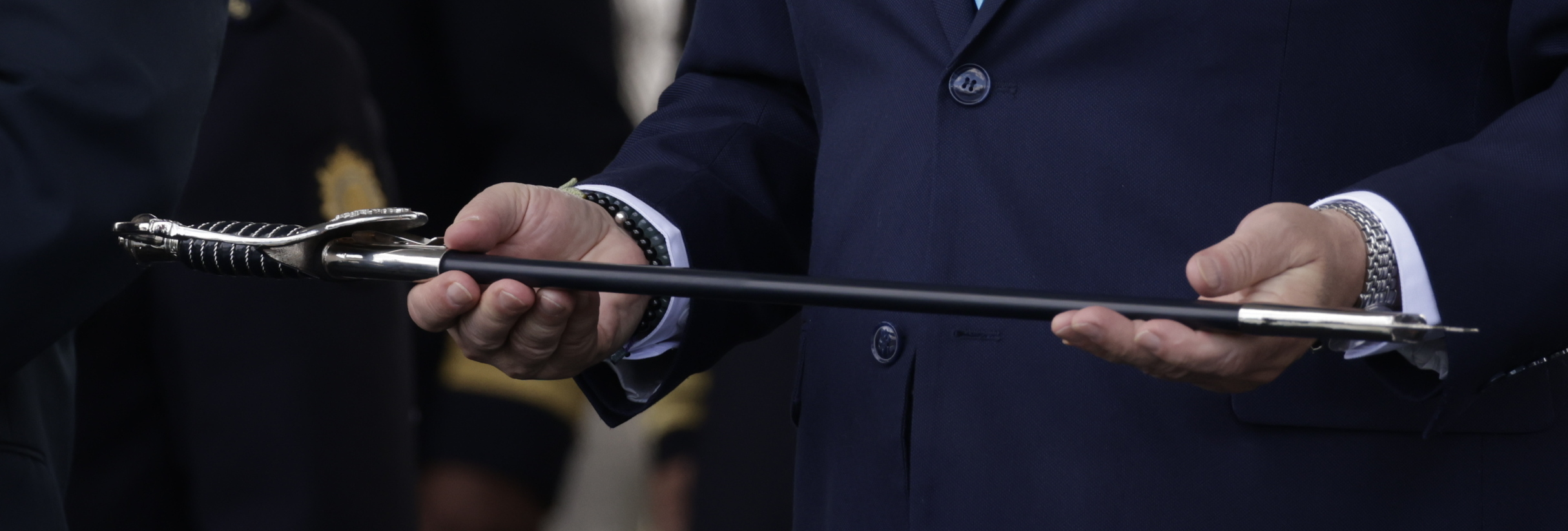
Espadín de Plata de la Policía Nacional Civil

## Falta temporal o absoluta y línea de sucesión presidencial

### Secesión o remoción
El cese o remoción del cargo de Presidente de la República se da por:
1. Muerte o falta absoluta (renuncia o abandono) (Artículo 189 de la Constitución).
2. Declaración por parte de dos tercios del total de diputados del Congreso de la República si ha lugar o no a formación de causa contra el titular del cargo, pero esto solo incluye despojarlo de su inmunidad (Artículo 165, literal h).
3. Declaración de incapacidad física o mental parte de dos tercios del total de diputados del Congreso de la República con dictamen previo de una comisión de cinco médicos designados por la Junta Directiva del Colegio respectivo a solicitud del Legislativo (Artículo 165, literal i).
4. Prolongación del período presidencial, por medio del desconocimiento por parte del Congreso de la República, mediante sesión por mayoría de votos de los diputados (Artículo 165, literal g)
5. Por renuncia aceptada por el Congreso (Artículo 165, literal c)

### Sucesión presidencial
En caso de falta temporal o absoluta del Presidente de la República, lo sustituye el vicepresidente. Si la falta es absoluta, el vicepresidente desempeña la Presidencia hasta la terminación del período constitucional; y en caso de falta permanente de ambos, completa dicho período la persona que designe el Congreso de la República, con el voto favorable de las dos terceras partes del total de diputados. Por lo tanto, la línea de sucesión presidencial queda de la siguiente manera:
| # | Cargo                                                                      | Titular                  |
| - | -------------------------------------------------------------------------- | ------------------------ |
| 0 | Presidente de la República                                                 | Bernardo Arévalo de León |
| 1 | Vicepresidente de la República                                             | Karin Herrera Aguilar    |
| 2 | Designado presidencial o persona designada por el Congreso de la República | Vacante                  |

## Jefe supremo de las Fuerzas Armadas de Guatemala
El presidente de la República es el comandante general del Ejército de Guatemala e imparte sus órdenes por conducto del oficial general, coronel o su equivalente en las Fuerzas de Mar, que desempeñe el cargo de Ministro de la Defensa Nacional.
Como tal sus funciones de mando están dirigidas a la emisión de lineamientos generales, de carácter estratégico, orientados a:
1. Proveer a la Defensa y a la Seguridad de la Nación.
2. Mantener la independencia, la soberanía y el honor de Guatemala.

Tiene las atribuciones que le señala la Constitución Política de la República de Guatemala y en especial las siguientes, enmarcadas por el artículo 14 del Dto. 72-90 del Congreso de la República de Guatemala, Ley Constitutiva del Ejército de Guatemala:
1. Decretar la movilización y desmovilización.
2. Otorgar los ascensos de la oficialidad del Ejército de tiempo de paz y en estado de guerra o en situaciones equiparables a este de acuerdo al reglamento correspondiente.
3. Extender el título de Oficial del Ejército y el despacho respectivo a los Caballeros Cadetes que se gradúen en la Escuela Politécnica. A los ciudadanos guatemaltecos graduados en escuelas extranjeras en goce de beca otorgada por el Ministerio de la Defensa Nacional, únicamente les conferirá el despacho correspondiente.
4. Conferir condecoraciones y honores militares en los casos y formas establecidas por la ley respectiva y demás leyes y reglamentos militares.
5. Conceder pensiones extraordinarias.

## Presidente electo de Guatemala
El Presidente electo de la República de Guatemala es el candidato o candidata que ha ganado elección presidencial en Guatemala, pero que aún no ha juramentado al cargo como Presidente de la República de Guatemala. El presidente electo es también el título honorífico otorgado a este individuo y mantiene el título entre el período que comprende la elección presidencial y la toma de posesión.
El título de Presidente electo se da después de su victoria electoral, en caso de que ningún candidato obtenga más del 50% de los votos en la primera vuelta que se realiza en junio, se convocará a segunda vuelta electoral en agosto. El ganador en la segunda vuelta es el presidente electo de la República, y es quien sustituye al Presidente en turno.
En caso de renuncia, muerte o falta absoluta del presidente electo, el vicepresidente electo será proclamado presidente electo y tomará posesión del cargo, quien posteriormente a juramentar al cargo deberá presentar una terna al Congreso de Guatemala para que nombre al vicepresidente.